# طرغة (أيل تيمور)
طرغة (بالفارسية: طراقه) هي قرية تقع في إيران في أذربيجان الغربية. يقدر عدد سكانها بـ 101 نسمة .